# Dasyatis izuensis
Dasyatis izuensis  (лат.) — вид рода хвостоколов из семейства хвостоко́ловых отряда хвостоколообразных надотряда скатов. Они обитают в субтропических водах северо-западной части Тихого океана. Встречаются на глубине от 10 м. Максимальная зарегистрированная ширина диска 42 см. Грудные плавники этих скатов срастаются с головой, образуя ромбовидный диск, ширина которого равна длине. Рыло притуплённое. Хвост сравнительно короткий. Позади шипа на хвостовом стебле имеются вентральный и дорсальный кили. Вентральная плавниковая складка белого цвета. Окраска дорсальной поверхности диска золотисто-коричневого цвета. Подобно прочим хвостоколообразным Dasyatis izuensis размножаются яйцеживорождением. Эмбрионы развиваются в утробе матери, питаясь желтком и гистотрофом. Не являются объектом целевого промысла. До настоящего времени зарегистрирована поимка не более 10 особей. 

## Таксономия и филогенез
Впервые Dasyatis izuensis был научно описан в 1988 году. Голотип представляет собой взрослого самца с диском шириной 41,8 см, пойманного жаберной сетью в водах префектуры Сидзуока на глубине 10 м (34°40′ с. ш. 138°57′ в. д.). Паратипы: неполовозрелые самцы с диском шириной 18,2—19,7 см, молодой самец с диском шириной 36,2 см, неполовозрелые самки с шириной диска 18,2—22,8 см, взрослая самка с шириной диска 36,7 см и взрослый самец с диском шириной 37,5 см, пойманные там же. Вид назван по географическому месту обитания (полуостров Идзу).

## Ареал и места обитания
Dasyatis izuensis обитают в северо-западной части Тихого океана у берегов полуострова Идзу, расположенного на восточном побережье острова Хонсю. Эти донные рыбы скаты встречаются в прибрежных водах на глубине от 10 до 20 м.

## Описание
Грудные плавники этих скатов срастаются с головой, образуя ромбовидный плоский диск, ширина которая слегка превышает длину. Передний край диска немного выгнут. Рыло притуплённое. Позади среднего размера глаз расположены крупные брызгальца. На вентральной поверхности диска расположены 5 жаберных щелей, рот и ноздри. Между ноздрями пролегает лоскут кожи с бахромчатым нижним краем. Рот изогнут в виде дуги, на дно ротовой полости имеются 5 отростков, из которых два крайних тоньше остальных. Зубы выстроены в шахматном порядке и образуют плоскую поверхность. В отличие от самок и неполовозрелых особей зубы самцов заострены. Во рту имеется 35—41 верхних и 37—39 нижних зубных рядов. Широкие брюшные плавники имеют форму треугольников. Хвост в виде кнута по длине равен диску. Как и у других хвостоколов на дорсальной поверхности в центральной части хвостового стебля расположен зазубренный шип, соединённый протоками с ядовитой железой. Иногда у скатов бывает 2 шипа. Периодически шип обламывается и на их месте вырастает новый. В среднем длина шипа у самцов составляет 6,8 см, а у самок 7,9 см. Число зазубрин равно 112 и 130 соответственно. Позади шипа на хвостовом стебле расположены вентральная и дорсальная кожные складки.  
Кожа большинства особей гладкая, у крупных скатов в области перед шипом имеются 2—6 костяных бляшки. Окраска дорсальной поверхности диска золотисто-коричневого цвета, область между глазами и треть хвоста окрашены в чёрный цвет. Вентральная поверхность диска белая, к краям темнеет. Вентральная плавниковая кожная складка белого цвета. Максимальная зарегистрированная ширина диска 42 см.

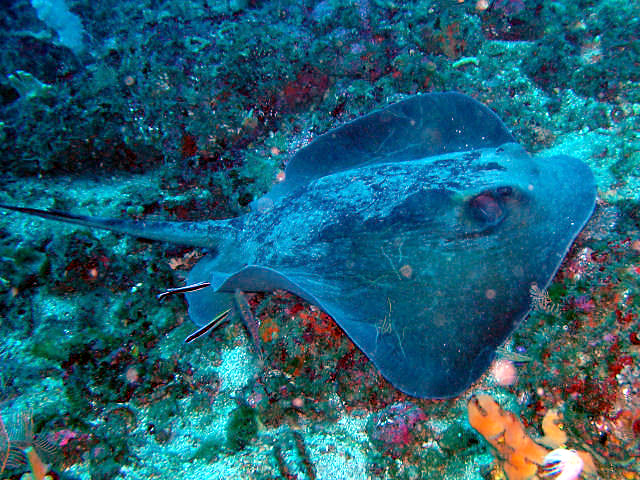

## Биология
Подобно прочим хвостоколообразным Dasyatis izuensis  относится к яйцеживородящим рыбам. Эмбрионы развиваются в утробе матери, питаясь желтком и гистотрофом. Половая зрелость наступает при ширине диска 37 см. 

## Взаимодействие с человеком
Dasyatis izuensis не являются объектом целевого лова. Попадаются в качестве прилова при коммерческом промысле с помощью жаберных сетей. Международный союз охраны природы присвоил этому виду статус сохранности «Близкий к уязвимому положению». 